# Lydia Grigorieva
Lydia Grigorieva (nascida em 1945) é uma poetisa ucraniana que vive em Londres. O seu trabalho foi amplamente traduzido e ela trabalhou com o Serviço Mundial da BBC, rádio e televisão russos e Biblioteca Britânica.
Também descrita como uma "foto-artista", Grigorieva usa uma síntese de poesia e fotografia nas suas obras. A estreia da sua foto-poesia aconteceu no Museu Estatal Pushkin, em Moscovo.
Grigorieva leu o seu trabalho para o projeto Dual Cultures, Between Two Worlds: Poetry and Translation da Biblioteca Britânica, que explora a obra de poetas que vivem no Reino Unido e cuja língua materna não é o inglês.